# Tour Égée
Tour Égée je mrakodrap v Paříži ve čtvrti La Défense. Je též známý i pod názvem Tour Ernst&Young. Vysoký je 155 m a má 40 pater.
Mrakodrap byl postaven roku 1999, na stavbě se podíleli Michel Andrault a Nicolas Ayoub. O tři roky později vznikl nedaleko další mrakodrap, Tour Adria, který tento kopíruje (jediný patrnější rozdíl je v materiálu, který byl použit na obklad obou budov). Celková plocha kancelářských prostor (hlavně kanceláře zabírají většinu plochy Tour Égée) činí 53 000 m².